# Покровское (Донецкая область)
Покро́вское (укр. Покровське) — село в Бахмутской городской общине Бахмутского района Донецкой области Украины. С конца июля 2022 года оккупировано Российской Федерацией.
Население по переписи 2001 года составляло 1333 человека.
Село расположено на реке Горелый Пень. Расстояние до районного центра города Бахмут — 10 км.
В населенном пункте находится 1 школа, 1 фельдшерский пункт, отделение почтовой связи, дом культуры. Финансовые учреждения и банкоматы отсутствуют.
День Села совпадает с праздником Покрова Пресвятой Богородицы.
В селе расположена Свято-Иоанновский Храм Горловской епархии.
В СССР село было центральной усадьбой ордена Ленина колхоза имени Сталина Артёмовского района. Председателем колхоза был Герой Социалистического Труда Николай Максимович Стецюра. В этом же колхозе трудилась Герой Социалистического Труда агроном Евгения Тимофеевна Зиньковская.

## Известные уроженцы
- Богун, Николай Андреевич (1924—2005) — советский военнослужащий, участник Великой Отечественной войны, полный кавалер ордена Славы.
- Гордиенко, Арсений Игнатьевич (1901—1958) — советский военачальник, полковник.
- Прокопенко, Андрей Васильевич (1915—1989) — председатель КГБ Молдавской ССР (1955—1959), генерал-майор.
- Щербина, Иван Кузьмич (1904—1998) — советский военачальник, генерал-майор.